# 須磨海濱公園站
須磨海濱公園站（日语：／ Sumakaihinkōen eki */?）是位於兵庫縣神戶市須磨區松風町五丁目，西日本旅客鐵道（JR西日本）山陽本線（JR神戶線）的車站。車站編號為JR-A67。

## 歷史
此站為請願車站，由JR西日本全數負擔建設費用。車站計劃當初在2007年（平成19年）3月18日啟用，與櫻花夙川站同時啟用，但是由於此站建設工程延誤，此站於2008年（平成20年）3月15日啟用。

### 年表
- 2005年（平成17年）3月24日 - 開始車站興建工程。暫定車站名稱為須磨海濱公園前站[1]。
- 2007年（平成19年）9月19日 - JR西日本公布正式站名為須磨海濱公園站。
- 2008年（平成20年）3月15日 - 西日本旅客鐵道（JR西日本）山陽本線（JR神戶線）鷹取站至須磨站之間開設此站。
- 2010年（平成22年）8月18日 - 引入異常時信息提供系統（日语：アーバンネットワーク運行管理システム#異常時情報提供ディスプレイ）。
- 2013年（平成25年）4月1日 - 由JR西日本交通服務負責業務，為負責委託車站。
- 2014年（平成26年）7月16日 - 車站進站音樂由海鷗水手（日语：かもめの水兵さん）轉為JR神戶線標準進站音樂「細波」音質版。
- 2018年（平成30年）3月17日 - 引入車站編號並開始使用[2]。

## 車站構造
車站是一座地面車站，設有1面2線的島式月台（只設於電車線），月台可容納8卡車廂。車站設有轉轍器和絶對信號機，被定義為停留所，在須磨一方設有渡線，為神戶貨物總站設備。只有普通（各站停車）列車停站。
此站位於JR特定都區市內制度中，「神戶市內」的車站。在都市網絡範圍內的車站。此站可使用ICOCA與互相使用的IC卡。此站為業務委託車站，由JR西日本交通服務負責車站業務，由神戶站管理，此站設有綠色窗口。
另外，在車站啟用當初已經全日全面禁煙（除了指定吸煙區外）。

### 月台
| 月台 | 路線     | 方向 | 目的地                 |
| ---- | -------- | ---- | ---------------------- |
| 1    | JR神戶線 | 上行 | 三之宮、尼崎、大阪方向 |
| 2    | JR神戶線 | 下行 | 西明石、姬路方向       |

- 以上的路線名是使用旅客資訊上的名稱（別名、愛稱）。

### 進站音樂
在2008年3月15日車站啟用時，進站音樂是使用《海鷗水手》。在2014年7月16日起，改用JR神戶線標準進站音樂「細波」改變音質版（在此站啟用前，於1997年2月16日起神戶線已經使用該音樂旋律）。此外，在2015年3月12日起除了此站使用該進站音樂外，JR神戸線各站、山陽本線相生站以東、上郡駅、赤穂線播州赤穗站也有引入同樣的進站音樂。

## 時間表
在日間時段中，每小時設有8班列車。在早上繁忙時段會較多班次。

## 使用情況
根據《兵庫縣統計書》，在2018年（平成30年）度1日平均上車人次為6,580人。
以下為車站啟用後1日平均上車人次：
| 年度               | 1日平均上車人次 | 1日平均上車人次 |
| 年度               | 總數            | 定期            |
| ------------------ | --------------- | --------------- |
| 2008年（平成20年） | 4,437           | 1,969           |
| 2009年（平成21年） | 5,117           | 2,515           |
| 2010年（平成22年） | 5,418           | 2,805           |
| 2011年（平成23年） | 5,712           | 3,011           |
| 2012年（平成24年） | 5,770           | 3,003           |
| 2013年（平成25年） | 5,986           | 3,143           |
| 2014年（平成26年） | 6,221           | 3,281           |
| 2015年（平成27年） | 6,382           | 3,411           |
| 2016年（平成28年） | 6,529           | 3,531           |
| 2017年（平成29年） | 6,669           | 3,679           |
| 2018年（平成30年） | 6,580           | 3,706           |

## 車站周邊
- 須磨海濱公園（日语：須磨海浜公園）
  - 須磨海洋世界（日语：神戸須磨シーワールド）
  - 和田岬燈塔（日语：和田岬灯台）
  - 須磨海岸（日语：須磨海岸）（正式接駁車站是鄰近的須磨站，在此站也只需步行5分鐘）
  - 神戶市立國民宿舍（日语：国民宿舎）海朋友須磨
- 綱敷天滿宮（日语：綱敷天満宮）
- 須磨税務署（日语：税務署）
- 須磨年金事務所
- 兵庫大學附屬須磨之浦高等學校（日语：兵庫大学附属須磨ノ浦高等学校）
- 新須磨病院
- 若宮病院
- 神戶衣掛郵局（站南邊）、神戶南町郵局（站北邊）

在此站啟用時，周邊地區也相繼興建公寓大廈。在站前，設有健身俱樂部、便利商店等商業設施，另外也興建醫療設施、老人出租房屋。在此站東邊設有前國鐵官舍（JR西日本松風社宅）的遺址。另外，由ＪＲ西日本不動產開發開發的須磨松風商業設施中，東邊為MaxValu須磨海濱公園站前店（於2013年5月2日開業），西邊為JR西日本的公寓大廈（J Ground須磨海濱公園）。
與此站名稱相近的山陽電氣鐵道本線須磨浦公園站距離此站以西3公里。相比於山陽電氣鐵道本線的須磨浦公園站，此站較近月見山站和須磨寺站。

## 巴士路線
均為神戶市交通局（神戶市巴士）的路線。
松風町巴士站
- 10、20系統：往須磨水族園

須磨區民中心巴士站
- 10、20系統：往須磨水族園
- 75系統：往JR鷹取站、經須磨區政廳前往妙法寺站前

## 其他
在《電車GO!3通勤編》中，由於在發售時此車站還未啟用，因此遊戲中沒有收錄此車站。

## 相鄰車站
西日本旅客鐵道
 JR神戶線（山陽本線）
■新快速、■快速
通過
■普通（包括直通至JR東西線、學研都市線內的區間快速列車）
鷹取（JR-A66）－須磨海濱公園（JR-A67）－須磨（JR-A68）

## 外部連結
- 須磨海濱公園｜車站資訊：JR出門網 - 西日本旅客鐵道